# Personaggi di Ergo Proxy
Questa voce contiene un elenco dei personaggi presenti nell'anime Ergo Proxy e nel manga spin-off Centzon Hitchers & Undertaker.

## Personaggi principali

I tre protagonisti, da sinistra: Vincent, Re-l e Pino.

### Re-l Mayer
Re-l Mayer (リル・メイヤー?, Riru Meiyā) è un'ispettrice diciannovenne del Dipartimento di Intelligence di Romdo e nipote del Reggente Donov Mayer, si imbatte in Ergo Proxy durante un'indagine e ne rimane tanto turbata da iniziare ad indagare per sciogliere i misteri che lo circondano. Il suo numero identificativo come concittadina è RE-L124C41+.
In originale è doppiata da Rie Saitō, mentre in italiano da Silvia Tognoloni.

### Vincent Law
Vincent Law (ビンセント・ロウ?, Binsento Rou) è un timido immigrato moscovita amnesico e manutentore di AutoReiv a Romdo costretto a fuggire poiché accusato di crimini non commessi, intraprende un viaggio verso la sua terra natia in cerca di risposte. È l'immigrato nº 141, ed il suo codice identificativo è 0724FGARK. Nel corso della serie lo si scopre essere l'eponimo Ergo Proxy.
In originale è doppiato da Kōji Yusa, mentre in italiano da Christian Iansante.

### Pino
Pino (ピノ?) è un AutoReiv da compagnia infettato dal virus Cogito e perciò dotato di un'anima; per evitare la cattura da parte delle autorità di Romdo fugge dalla città-cupola imbattendosi in Vincent Law, di cui diventa l'inseparabile compagna di viaggio.
In originale è doppiata da Akiko Yajima, mentre in italiano da Ludovica Bebi.

## Personaggi ricorrenti

### Iggy
Iggy (イギー?, Iggi) è l'AutoReiv assegnato al ruolo di entourage di Re-l, e dunque responsabile della sua sicurezza e di assisterla nelle sue indagini per il Dipartimento di Intelligence. Profondamente devoto alla sua padrona, cui è stato assegnato fin da quando era bambina, svolge per lei anche ogni genere di lavoro personale, dal farle da chauffeur a sistemarle i capelli. Inoltre ha la doppia funzione di tenere sorvegliata la ragazza per conto del Reggente, difatti tutto ciò che vede o sente viene direttamente trasmesso a Donov Mayer.
È stato assemblato di modo che perfino la sua voce e la sua personalità fossero di gradimento ai gusti di Re-l, motivo per il quale appare come quasi umano; sebbene la stessa ispettrice, qualora stanca dei suoi consigli paternalistici, ne disattiva temporaneamente la personalità con un comando vocale rendendolo un androide comune.
Dopo che Re-l disobbedisce agli ordini del Reggente per scoprire di più riguardo al proxy, questi la punisce requisendole Iggy, convinto che questo limiti le sue competenze come investigatrice. Tuttavia viene in seguito recuperato da Daedalus e sconnesso dalla rete di sorveglianza del Reggente. Quindi, dopo che questa inscena la sua morte, parte con Re-l all'inseguimento di Vincent Law fuori dalla città-cupola.
Prima della partenza contrae però il virus Cogito da alcuni AutoReiv che attentano alla vita della sua padrona e, pur tenendolo a lungo nascosto grazie alle sue conoscenze in materia di tale malware, nel momento in cui essa decide di seguire il moscovita da sola dopo aver scoperto che è un proxy, rimandando quindi il fido entourage a Romdo; Iggy impazzisce per l'indifferenza con cui essa lo tratta e decide di uccidere Law, secondo lui colpevole di avergli rubato Re-l, la sua sola "raison d'être".
Non smentendo la sua proverbiale devozione tuttavia, abbandona i suoi propositi per salvare l'amata padrona da un altro AutoReiv infetto che si autodistrugge per tentare di ucciderla; rimasto gravemente mutilato nell'esplosione, Iggy viene infine ucciso da Re-l con un colpo di pistola alla testa per mettere fine alle sofferenze causategli dal Cogito. Successivamente Pino seppellisce ciò che rimane dell'androide allestendogli un rudimentale funerale e Re-l, dimostrando che in fondo ci teneva a lui, lo piange sulla sua tomba.
Il suo nome deriva da Sant'Ignazio di Loyola, figura nota per le grandi virtù di pietà e lealtà.
In originale è doppiato da Kiyomitsu Mizuuchi, mentre in italiano da Alessandro Ballico.

### Raul Creed
(Raul Creed)
Raul Creed (ラウル・クリード?, Rauru Kurīdo) è il neo nominato direttore del Dipartimento di Sicurezza e fa capo direttamente al Reggente. Viene incaricato di catturare il proxy ma, col tempo, lo stress cui viene sottoposto porta la sua mente al degenero.
Generato il 18 giugno 275 Al dall'utero artificiale di Romdo, il suo embrione è stato settato perché divenisse un leader e, crescendo, ottiene infatti sempre più successi pubblici fino a raggiungere il vertice della catena di comando romdoniana. Ancora giovanissimo, sposa una donna di nome Samantha Ross, assieme alla quale acquista un AutoReiv da compagnia, Pino, come figlia surrogata.
Quando, nel 303 Al, viene nominato direttore del Dipartimento di Sicurezza e le autorità cittadine accolgono la sua richiesta di avere un figlio (a Romdo vige il controllo delle nascite) la tragedia lo colpisce nel modo peggiore: recatosi in un centro commerciale dove aveva appuntamento con la sua famiglia osserva Vincent Law venire inseguito a tutta velocità da Monad Proxy che, passando, affetta la trachea di sua moglie, fa cadere dalle scale mobili il passeggino col figlio che non aveva ancora nemmeno avuto modo di vedere e fa contrarre il Cogito a Pino.
Scioccato dall'evento, il dapprima fedelissimo al sistema Raul Creed, sviluppa progressivamente idee completamente diverse, tanto da anteporre la cattura di Vincent (che considera responsabile della morte dei suoi cari) agli incarichi affidatigli, motivo per il quale lo incastra per omicidio spingendolo a lasciare Romdo. Nell'andarsene tuttavia il moscovita si porta via Pino, fatto che alimenta l'odio nutrito da Raul verso di lui, portandolo a vederlo in costanti allucinazioni.
Dopo aver scoperto, tramite la trasmissione globale di MCQ, che Vincent è diretto a Mosk, Raul lancia senza permesso un missile nucleare da Romdo e rade al suolo l'intera città-cupola. Per questa ragione viene brevemente privato dei suoi poteri amministrativi ma, in seguito, cerca di convincere il Reggente che la città non abbia più bisogno di proxy ed ottiene il permesso di attivare il Progetto ADW con l'aiuto di Daedalus, ignaro del fatto che anche lo scienziato abbia iniziato a perdere il senno.
Al termine della serie, utilizzando i proiettili ai raggi FP creati da Daedalus, spara a Proxy One dopo che questi ha ucciso il Reggente ma la creatura sopravvive e, dunque Raul si reca dal giovane scienziato per averne altri, sentendosi però rispondere da quest'ultimo d'averli buttati via poiché divenuto ormai apatico verso il destino del mondo. Furioso, Raul minaccia di ucciderlo ma viene ferito al costato da Real e fugge rifugiandosi nella sua magione, dove trova una lettera di Pino che, leggendo, lo commuove al punto da iniziare a considerarla una vera figlia e non solo un'androide, tanto che cerca di raggiungerla avventurandosi per la città nonostante le sue condizioni ma, malauguratamente, finisce per urtare casualmente un AutoReiv e cadere trafitto su una vetrina.
In originale è doppiato da Hikaru Hanada, mentre in italiano da Fabio Boccanera.

### Kristeva
Kristeva (クリステバ?, Kurisuteba) è l'entourage di Raul Creed, che svolge per lui la funzione di assistente e segretaria. Molto fedele al suo padrone, nel corso della serie sembra però più volte notare la progressiva degenerazione delle sue condizioni mentali, sebbene ciò non intacchi la sua assoluta obbedienza.
Incaricata dal Reggente di monitorare Creed dopo che gli viene assegnata la posizione di direttore del Dipartimento di Sicurezza; nel momento in cui esso comincia a contravvenire agli ordini troppo di frequente le viene assegnato dapprima l'incarico di sorvegliarlo ed in seguito quello di sostituirlo nelle sue mansioni.
Nonostante conosca il modo in cui funziona la mente dell'uomo e preveda molte delle sue mosse, tuttavia, non riesce ad ostacolare il lancio del missile nucleare Rapture e, dopo che questi viene nuovamente investito del suo ruolo per avviare il Progetto ADW torna a ricorpirne il ruolo di fedele assistente e consigliera.
Durante il crollo di Romdo contrae il Cogito e, pur sviluppando l'Io, resta fedele a Raul fino all'ultimo, difatti, trovandolo in punto di morte, raccoglie le sue ultime volontà: difendere Pino. Alla fine della serie è lei a pilotare il Centzon Totochtin, con a bordo la sua nuova padroncina, e recuperare Re-l per poi dirigersi verso Vincent pronta a fare la sua parte nella lotta per la Terra.
Il suo nome deriva dalla filosofa e scrittrice franco-bulgara Julia Kristeva.
In originale è doppiata da Hōko Kuwashima, mentre in italiano da Alessandra Chiari.

### Daedalus Yumeno
Daedalus Yumeno (デダルス・ユメノ?, Dedarusu Yumeno) è lo scienziato a capo del Dipartimento di Salute e Benessere, nonché responsabile dagli esperimenti svolti su Monad dopo il suo rapimento da Mosk, medico curante di Re-l Mayer e suo amico d'infanzia.
Generato in data ignota dall'utero artificiale di Romdo, il suo embrione è stato settato perché fosse dotato di un'intelligenza geniale affinché si occupasse della salute di Re-l, clonata a partire dalla cellule di Monad per accontentare il desiderio del Reggente di rivedere il suo creatore. Stando vicino alla ragazza ha però sviluppato per lei un'ossessione amorosa che sfocia nel morboso.
Nelle sue funzioni si fa assistere da due AutoReiv chiamati come i filosofi Deleuze e Guattari.
Lasciato molto più libero di un qualsiasi altro cittadino di Romdo a causa del suo genio; Daedalus si prodiga per aiutare Re-l il più possibile nella sua ricerca di verità inerente al proxy ma evita sistematicamente di riferirle i dati di cui è già a conoscenza, almeno finché non è lei stessa ad estorcerglieli. Dopo la partenza della ragazza per il mondo esterno, sebbene sia lui stesso ad aiutarla a falsificare la sua morte, si infuria per il disinteresse nei suoi confronti da essa mostrato prendendo tale decisione e cade in uno stato di depressione tale da iniziare a trascurare le sue mansioni venendo di conseguenza privato della sua carica.
Accettato in seguito di allearsi con Raul Creed per essere nuovamente fornito di un laboratorio e poter tornare a lavorare su Monad, Daedalus crea dunque Real, identica a Re-l in aspetto ma dotata di una personalità dolce e sensibile tramite innesti di informazioni nel suo cervello operati da Daedalus stesso.
Intossicato dall'amore sostitutivo artificiale di Real e vittima sempre più sfrenata della sua stessa ossessione, Daedalus diviene apatico verso il destino del mondo e finisce per rendere la clone da lui creata il centro del suo universo, motivo per il quale, quando in questa rinasce la personalità di Monad eliminando gli innesti mnemonici precedenti, il giovane scienziato, fuori di sé dal dolore, fa collassare le fondamenta di Romdo condannando la città alla distruzione e rimane schiacciato sotto un crollo di macerie dopo aver dato il suo addio a Re-l che, nonostante le azioni da lui compiute, ne piange il triste destino considerandolo comunque un amico.
Il suo nome può anche essere scritto 夢のデダルス (?, Yume no Dedarusu), ossia "Il sogno di Daedalus".
In originale è doppiato da Sanae Kobayashi, mentre in italiano da Gabriele Patriarca.

### Donov Mayer
(Donov Mayer, attraverso Il Consiglio)
Donov Mayer (ドノブ・メイヤー?, Donobu Meiyā) è l'anziano Reggente (執国?, Shikkoku) e massima autorità della città cupola di Romdo, di cui sembra essere anche l'abitante più antico.
È il primo essere umano (o comunque uno dei primi) creato direttamente da Proxy One nel momento in cui, seguendo le direttive del Creatore, questi istituì la città-cupola di Romdo. L'uomo, di natura fredda e distaccata, pare aver amato, nel corso della sua vita, solamente il suo creatore e, nel momento in cui questi abbandona la città lasciando tutto nelle sue mani, preso dalla rabbia, egli lo rintraccia a Mosk (scambiandolo erroneamente col suo clone Ergo, di cui non è al corrente) e fa distruggere la città pur di farlo ritornare, trovandovi però solamente Monad, che fa sequestrare e portare a Romdo per riattivare l'utero artificiale.
Credendo che l'amato creatore sia nascosto sotto le spoglie di un moscovita e desideroso di rivederlo a tutti i costi, Donov li accoglie tutti a Romdo come immigrati e commissiona a una équipe di scienziati romdoniani la creazione di Re-l settando il suo embrione perché, tramite l'aggiunta delle cellule di Monad al composto genetico della bambina, essa abbia tratti somatici tali da risvegliare nel proxy il ricordo dell'amata. Il tutto sempre ignorando della differenza tra Proxy One ed Ergo.
L'anziano Reggente assume dunque per la bambina prodotta da tale esperimento il ruolo di nonno, ma senza che ciò implichi il riselvarle il benché minimo affetto e, anzi, considerandola come un mero strumento inconsapevole.
In seguito agli eventi che portano Vincent Law a fuggire dalla città cupola Donov, intuendo la sua identità dall'attrazione della nipote verso di lui, ordisce in segreto un attentato alla vita della stessa per far sì che questa lasci la città dirigendosi alla ricerca del giovane moscovita.
Mentre Romdo si avvia inesorabilmente alla caduta, il Reggente, ormai prossimo alla morte per vecchiaia attende speranzoso il ritorno del creatore e, difatti, alla fine della serie è proprio Proxy One a presentarsi nella sala consiliare dell'uomo e ad ucciderlo spietatamente rompendogli il collo poiché ormai divenuto inutile ai suoi scopi.
Reso muto poiché intubato a causa del suo cagionevole stato di salute, in tutta la serie, Donov Mayer parla unicamente attraverso quattro entourage, chiamati Il Consiglio o Il Collettivo (総体?, Sōtai), ispirati alle statue michelangiolesche delle tombe di Giuliano e Lorenzo de' Medici nelle Cappelle medicee e chiamati coi nomi di noti filosofi:
- Husserl: identico a Il Giorno; doppiato in originale da Hidekatsu Shibata, mentre in italiano da Dante Biagioni.
- Lacan: identica a La Notte e doppiata in originale da Atsuko Tanaka, mentre in italiano da Sonia Scotti.
- Berkeley: identico a Il Crepuscolo e doppiato in originale da Yū Shimaka, mentre in italiano da Alessandro Budroni.
- Derrida: identica a L'Aurora; doppiata in originale da Yōko Sōmi, mentre in italiano da Sara Onorato.

Presumibilmente vengono tutti distrutti col crollo del palazzo del Reggente a seguito dello scontro tra Ergo e Proxy One.

## Altri personaggi

### Residenti di Romdo

#### Petro Seller
Petro Seller (ペトロ·セラーズ?, Petoro Serāzu) è un immigrato moscovita residente a Romdo posto a capo della Divisione di Manutenzione AutoReiv del Dipartimento di Intelligence e, dunque, diretto superiore di Vincent. È una figura estremamente marginale e caricaturale.
Estremamente servile con le alte cariche della città, quali il Reggente e sua nipote Re-l, che non perde mai occasione di lusingare, si comporta invece in maniera prepotentemente autoritaria con i suoi dipendenti e tratta in maniera burbera i suoi sottoposti.
Alla fine della serie, durante la caduta di Romdo si adopera con veemenza per sopprimere le rivolte degli AutoReiv infetti dal virus Cogito, sperando che il suo impegno gli venga premiato con il riconoscimento quale concittadino, dato già anche il suo elevato (in relazione a un immigrato) stato sociale, ma finisce col restare ucciso nelle rappresagie.
Il suo aspetto appare molto simile a quello di Adolf Hitler.
In originale è doppiato da Hirohiko Kakegawa, mentre in italiano da Maurizio Reti.

#### Dorothy
Dorothy (ドロシー?, Doroshī) è l'AutoReiv assegnato al ruolo di entourage di Vincent dalla Divisione di Manutenzione AutoReiv del Dipartimento di Intelligence, e dunque responsabile di assisterlo nelle sue operazioni di ritiro degli AutoReiv infetti dal Cogito. Essa svolge inoltre la doppia funzione di ricordare perennemente al ragazzo quali siano i codici comportamentali che deve seguire per diventare un concittadino, quasi come a fargli un lavaggio del cervello.
Dopo che il moscovita provoca indirettamente la morte della famiglia di Raul Creed questi, furibondo, fa uccidere Dorothy assieme a molti altri AutoReiv al fine di incastrarlo per omicidio, in quanto a Romdo anche l'assassinio di un AutoReiv è perseguibile penalmente.
In originale è doppiata da Sanae Kobayashi.

#### Cage Seal
Cage Seal (ケージ·シール?, Kēji Shīru) è il direttore del Dipartimento di Intelligence, e, dunque, diretto superiore di Re-l Mayer che, nonostante sia nipote del Reggente, tratta come una qualsiasi sua sottoposta. Figura autoritaria ma, fondamentalmente, burocratica, sembra tenere più al fatto che siano state rispettate pratiche e documenti piuttosto che alla risoluzione di un caso.
Dopo che Re-l dichiara di essere stata aggredita da una sorta di mostro nel suo bagno Seal, non si sa se su pressione delle alte sfere cittadine o di suo pugno, non le crede e la sospende dal servizio. In seguito, viene incaricato di monitorare i risultati del Progetto ADW di Daedalus, che però si rivela fallimentare.
Alla fine della serie, durante la caduta di Romdo, viene trovato da Re-l nel suo ufficio, ormai impazzito, mentre agisce come se tutto fosse esattamente come prima e firma dei documenti pur non avendone in mano. Presumibilmente muore nel crollo della città cupola.
In originale è doppiato da Banjō Ginga.

#### Samantha Ross
Samantha Ross (サマンサ·ロス?, Samansa Rosu), coniugata Creed (クリード?, Kurīdo), è l'amatissima moglie di Raul Creed, con la quale ha acquistato il piccolo AutoReiv domestico Pino in qualità di figlia surrogata.
Quando le autorità di Romdo, che controllano le nascite, accettano la richiesta della coppia di avere un figlio, essa tenta di far ritirare Pino, ormai obsoleta, denunciando una falsa infezione da Cogito, ma, dopo che Vincent capisce l'inganno, come da manuale, non procede al ritiro.
Successivamente, recandosi in un centro commerciale dove aveva appuntamento col marito, assieme a Pino e al figlio neo-affidatole, si trova in prossimità dell'inseguimendo di Vincent ad opera di Monad Proxy che, passandole davanti a velocità supersonica, le affetta la trachea uccidendola sul colpo e facendo cadere dalle scale mobili il passeggino col neonato.
Curiosamente, il suo volto non è mai mostrato, ma viene sempre ritratta in controluce o al di sotto della mascella.
In originale è doppiata da Atsuko Tanaka.

### Residenti della Comune

#### Hoody
Hoody (フーディ?, Fūdi) è un anziano giocattolaio romdoniano cacciato dalla città-cupola per motivi ignoti che si è auto-proclamato leader della Comune; cittadella formata da reietti di Romdo.
Prima di fuggire da Romdo, Hoody sottrasse un soldatino meccanico, da lui stesso costruito, dall'orologio dalla piazza cittadina. Bugiardo patologico, Hoody si impegna il più possibile per tranquillizzare gli animi degli altri abitanti della Comune, ed il suo più grande sogno è trovare il modo di riportare tutti a Romdo. Dopo che Vincent fugge all'esterno della città-cupola, Hoody si prende cura di lui salvandogli la vita e, nel momento in cui Re-l si reca sul posto per convincere il ragazzo a tornare indietro, cerca di trarre vantaggio dalla situazione e trattare con essa per l'autogoverno della Comune.
L'invio di AutoReiv armati da parte del direttore del Dipartimento di Sicurezza Raul Creed, provoca però la morte di vari abitanti della cittadella e la rottura dello scafandro di Re-l (utile per proteggersi dal virus nell'atmosfera terrestre). Ormai privato di ogni credibilità agli occhi dei popolani, che progettano di lasciare la Comune con Quinn, decide di favorire la loro fuga organizzando uno stratagemma assieme a Vincent per riportare Re-l a casa e farla curare; pilotando il velivolo della ragazza, fa quindi ritorno alle paratie stagne della città di modo che i droni si concentrino su di lui credendolo Law e lascino stare i suoi compagni, che riescono perciò a fuggire. Rientrato in città ha modo di guardarla un'ultima volta prima d'essere giustiziato.
In originale è doppiato da Hiroshi Arikawa, mentre in italiano da Dario Penne.

#### Quinn
Quinn (クイーン?, Kuīn) è una giovane madre single che vive alla Comune, cittadella formata da reietti di Romdo, ed è considerata "strana" da diversi altri residenti.
Da sempre in lite con Hoody e poco propensa a fidarsi di lui, passa il suo tempo facendo immersioni subacquee per recuperare i rifiuti che fuoriescono dalla città-cupola. Dopo che gli AutoReiv armati inviati da Creed uccidono suo figlio Timothy, essa convince gli altri popolani a fuggire dalla Comune distruggendo i droidi di sorveglianza con le armi recuperate grazie alle sue immersioni. 
Sebbene il suo piano di fuga riesca per Vincent e altre due persone, Quinn muore nel corso dell'azione, ferita da un proiettile in pieno petto.
In originale è doppiata da Atsuko Yuya, mentre in italiano da Laura Boccanera.

#### Timothy
Timothy (ティモシー?, Timoshī) è il figlio circa decenne di Quinn, con cui vive nella Comune, cittadella formata da reietti di Romdo.
Durante il periodo in cui lei e Vincent si fermano nel luogo a seguito della loro fuga dalla città cupola, egli diventa presto un grande amico di Pino, ma, quando Creed invia degli AutoReiv armati al fine di giustiziare Law, Timothy rimane ucciso da un proiettile al cranio.
L'esperienza insegna alla piccola Pino il significato della morte e della tristezza.
In originale è doppiato da Yasuhiro Takato, mentre in italiano da Federico Bebi.

#### I tre popolani
Tre residenti della Comune in particolare, detti Gente Vuota (空虚人?, Kūkyo Hito), sono personaggi ricorrenti. Si tratta di tre anziani, inizialmente pendenti da ogni parola uscita dalle labbra di Hoody, che a seguito dell'attacco da parte del Dipartimento di Sicurezza cambiano schieramento e si mettono a seguire Quinn.
La più anziana del trio è una donna con un cappello di paglia, mentre gli altri due sono uomini di mezza età, uno coi capelli castani e l'altro ingrigiti e con le tempie rasate. La donna viene uccisa durante la fuga da Romdo, mentre i due uomini sopravvivono unicamente per trovare la morte poco tempo dopo nelle lande desolate esterne alla città-cupola e venire seppelliti da Vincent.
In originale sono doppiati da Kazuya Tatekabe, Ryūzaburō Ōtomo e Sachiko Mochiki, mentre in italiano da Silvio Anselmo, Edoardo Nevola e Alina Moradei.

### Residenti di Halos

#### Comandante Patecatl
Patecatl (パテカトル?, Patekatoru) è il comandante (司令官?, shirei-kan) in capo alle forze militari della città-cupola di Halos nella lunga guerra contro Asura e, quando nell'altra fazione non rimane più alcun essere umano vivo ma solo una serie di instancabili AutoReiv, egli prosegue imperterrito nella sua missione di leader dei sopravvissuti.
Nel momento in cui Pino e Vincent giungono ad Halos, egli dapprima arruola il giovane nel suo esercito e cerca di equipaggiare il loro velivolo come nave da guerra ma, in seguito, dopo la morte misteriosa di alcuni suoi uomini (in realtà dovuta al risveglio di Senex Proxy), fa imprigionare entrambi i visitatori.
Quando la proxy creatrice della città-cupola inizia la sua opera di distruzione, egli, rendendosi infine conto dell'inevitabile sconfitta, tenta la fuga a bordo di un elicottero ma viene raggiunto e assassinato dalla creatura.
Il suo nome è ispirato all'omonimo dio della medicina azteco.
In originale è doppiato da Nobuaki Fukuda.

#### Tenente Omacatl
Omacatl (オマカトル?, Omakatoru) è il tenente (中尉?, chūi) secondo in comando del comandante Patecatl nella lunga guerra contro Asura che rimane al suo fianco anche nel momento in cui nella fazione opposta non vi sono più esseri umani da affrontare ma solo instancabili AutoReiv.
Dopo il risveglio di Senex Proxy, a differenza del comandante, decide di rimanere sul campo a combattere la misteriosa entità criticando la fuga del superiore come l'atto di un vigliacco, finisce però ucciso dalla proxy.
Il suo nome è ispirato all'omonimo dio dei festeggiamenti azteco.
In originale è doppiato da Eizō Tsuda, mentre in italiano da Michele D'Anca.

#### Mayahuel
Mayahuel (マヤウェル?, Mayau~eru) è una giovane e bella donna psicotica imprigionata accanto alla cella dove il comandante Patecatl fa chiudere Pino e Vincent. Per una qualche strana ragione sembra avere un collegamento mentale con Senex, che chiama "Il signore della Luna", difatti ne prevede con largo anticipo il risveglio.
Durante un attacco da parte degli AutoReiv di Asura viene liberata e, curiosamente, lasciata vivere. Si reca dunque sul luogo in cui Senex fa precipitare l'elicottero di Patecatl e rimane schiacciata sotto i suoi detriti ma, prima di morire, riesce ad assistere alla battaglia di Ergo con Senex ed alla consequenziale uccisione di quest'ultima.
Il suo nome è ispirato all'omonima mortale amata dal dio del vento azteco.
In originale è doppiata da Ai Kobayashi, mentre in italiano da Pinella Dragani.

### Residenti di Mosk

#### Amnesia
(Messaggio di Proxy One registrato su Amnesia)
Amnesia (アムネジア?, Amunejia) è l'AutoReiv a cui Monad affida le memorie di Ergo dopo averle assorbite, nominandolo dunque guardiano dei preziosi ricordi che le due creature divine avevano condiviso. Per assicurarsi non subisca mai danni, viene rinchiuso in un bunker sotterraneo alla città-cupola apribile solo col pendente di un proxy.
Al sicuro nel suo nascondiglio dunque, Amnesia sopravvive sia all'invasione di Mosk operata da Romdo che al lancio del missile nucleare di Raul Creed e, nel momento in cui i protagonisti raggiungono la città-cupola egli è l'unica creatura rimastavi in vita; tuttavia Proxy One lo raggiunge prima del suo clone e, questi, ignaro della sua identità, incomincia a spiegargli la sua funzione, venendo poco dopo ucciso dal proxy primigenio per assicurarsi che Ergo non recuperi i suoi ricordi.
Quando Vincent, Re-l e Pino lo trovano egli è tanto danneggiato da riuscire solo a ripetere in loop un messaggio da parte di Proxy One che, unito ad una scritta simile a quella che Re-l aveva trovato sullo specchio del suo bagno la notte del suo primo incontro con Vincent nei panni di proxy, convince il gruppo a tornare a Romdo per far luce sulla faccenda una volta per tutte.
In originale è doppiato da Bin Shimada, mentre in italiano da Giorgio Locuratolo.

### Residenti di Smile Land

#### Al e Pull
Al (アル?, Aru) e Pull (プル?, Puru) sono due AutoReiv ricreativi facenti parte della "Commedia dell'Arte" di Smile Land, attrazione apparentemente chiusa poco prima dell'arrivo dei protagonisti in prossimità di Smile Land. I due parlano e si muovono in maniera coordinata, si comportano da buoni amici ed hanno rispettivamente l'aspetto di un orso ed un dingo antropomorfi in stile personaggi disneyani.
Dopo l'arrivo di Pino la seguono nel suo viaggio per incontrare Will B. Good, pur cambiando frequentemente il motivo del loro desiderio di incontrare il creatore. Dopo che Good rivela il motivo dell'intromissione nei sogni della piccola AutoReiv, i due, condividendone la paura, la implorano a loro volta di convincere i suoi compagni a non far tappa nella loro città.
In originale sono rispettivamente doppiati da Taiten Kusunoki e Kentarō Itō.

#### Illo il Grillo
Illo il Grillo, in originale Rogi (ロギ?, Rogi), è il fedele AutoReiv di sorveglianza di Will B. Good; estremamente disprezzato da tutti gli altri personaggi residenti a Smile Land, che lo apostrofano come "lo spifferone". Ha l'aspetto di un grillo campestre antropomorfo in stile personaggio disneyan0.
Dopo l'arrivo di Pino tenta in tutti i modi di estorcerle una qualche informazione inerente a un qualche punto debole di Vincent ma ottiene solo una serie di fallimenti per cui, esasperato, la manda direttamente da Will B. Good assieme a Al e Pull.
È ispirato al Grillo Parlante di Pinocchio.
In originale è doppiato da Takeshi Kusao, mentre in italiano da Luigi Ferraro.

#### Police Bau e Police Miao
L'ispettore Police Bau (ポリスワン警部?, Porisuwan keibu) e l'agente Police Miao (ポリスニャール?, Porisunyāru) sono due AutoReiv rispettivamente con l'incarico di capo della sicurezza di Smile Land e di sua assistente personale. Hanno le fattezze di un boxer e di una siamese antropomorfi in stile personaggi disneyani con uniformi da poliziotti.
Dopo aver arrestato ed interrogato Pino per la sua intrusione non autorizzata su una giostra di Smile Land la accompagnano direttamente a cospetto di Will B. Good e, una volta scoperto il motivo dell'intromissione nei sogni della piccola AutoReiv, la implorano a loro volta di convincere i suoi compagni a non far tappa nella loro città.
In originale sono rispettivamente doppiati da Eiji Yanagisawa e Kanako Tateno.

## Personaggi del manga

### Dorothy of Garland
Dorothy of Garland (ドロシー・オブ・ガーランド?, Doroshī obu Gārando) è la protagonista di Centzon Hitchers & Undertaker, AutoReiv medico ed entourage del Professor Garland, patologo di Romdo deceduto durante un'esplorazione all'esterno della città-cupola, evento a seguito del quale Dorothy si imbatte in Proxy One, contrae il Cogito, sviluppa una coscienza e decide di diventare un'infermiera girando il mondo a bordo del velivolo del dottore, la Centzon Totochtin. Dopo aver incontrato Léon Apple decide di accompagnarlo nel suo viaggio, sviluppando sentimenti romantici nei suoi confronti, nonché uno stretto rapporto di sorellanza con Hart Woodstock. Dopo varie vicissitudini Dorothy riesce a scendere a patti col lutto del proprio creatore e, nel momento in cui la Centzon viene abbattuta sorvolando Romdo, decide di stabilirsi nell'area circostante la città cupola assieme ai suoi compagni dando vita alla Comune.
Il suo nome deriva dall'attrice statunitense Judy Garland, nota per il ruolo di Dorothy Gale ne Il mago di Oz.

### Léon Apple
Léon Apple (レオーノ・アップル?, Reōno Appuru) è il deuteragonista di Centzon Hitchers & Undertaker, un ex-soldato specializzato in comunicazioni che ha disertato abbandonando la sua città-cupola dopo essere sopravvissuto al suo battaglione e, da allora insegue il sogno di vedere le costellazioni coperte dalle nubi attorno all'atmosfera terrestre autoproclamandosi astronomo. Vagando per il mondo in cerca di componenti meccanici per costruire un'antenna parabolica si imbatte in Dorothy e Hart che diventano sue compagne di viaggio e con entrambe le quali sviluppa un legame tanto profondo da decidere, una volta che la loro nave viene abbattuta fuori Romdo, di stabilirsi nella zona fondando la Comune. 
Il suo nome è un riferimento ai filosofi Léon Brunschvicg e Xavier Léon, due dei fondatori della Revue de métaphysique et de morale.

### Hart Woodstock
Hart Woodstock (ハート・ウッドストック?, Hāto Uddosutokku) è la tritagonista di Centzon Hitchers & Undertaker, cacciatrice professionista di AutoReiv infetti divenuta ossessionata dal suo lavoro dopo che uno di essi ha assassinato sua figlia Nana. Inizialmente assale Dorothy con l'intento di eliminarla ma, dopo che questa le salva la vita, finisce per affezionarsi a lei, assumendo nei suoi confronti una sorta di ruolo da "sorella maggiore" e decidendo di accompagnare lei e Léon nel loro viaggio, durante il quale il rapporto dei tre si fortifica a tal  punto che, quanto la loro nave si ammara fuori Romdo poiché abbattuta dai droni di sorveglianza, si stabilisce con loro nell'area esterna originando la Comune.
Il suo nome deriva dal filosofo britannico H. L. A. Hart e al Festival di Woodstock.

## Proxy
(Dialogo tra Ergo Proxy e Proxy One)
I Proxy (プラクシー?, Purakushī) sono creature divine centrali nell'universo fantastico della serie. Di loro viene detto che siano gli emissari del Creatore (創造主?, Sōzōnushi), e spesso si fa loro riferimento come a degli Dèi; tuttavia il suddetto "creatore" è in realtà la razza umana stessa che, nell'universo in cui è ambientata la serie, ha lasciato la Terra, ormai divenuta inabitabile a causa di un catastrofico peggioramento delle condizioni atmosferiche, e si è diretta nello spazio lasciando appunto alle suddette creature (300 in tutto) l'arduo compito di rigenerarla in vista del loro futuro ritorno. Fisicamente appaiono come esseri umanoidi dalla carnagione scura, di tinta variabile tra terra di Siena naturale e nero, capelli prevalentemente bianchi, zanne e artigli pronunciati ed orecchie a punta. La loro capacità di mutaforma gli conferisce un'altezza ed un peso variabile ma, nelle loro sembianze originali, essi sono alti almeno 7' 3" ft (220 cm) e non sembrano possedere alcun peso corporeo. In accordo con quanto detto da Daedalus il loro sesso non può essere determinato, ma alcuni di loro sono indicati dai loro simili al femminile ed altri al maschile inoltre sembrano avere un'identità sessuale ambivalente. Oltre ad essere virtualmente immortali grazie alle cellule Amrita, posseggono elevate capacità di rigenerazione, forza e velocità ampiamente sovrumane, sono in grado di emettere energia e di assumere sembianze umane tramite capacità mutaforma. La loro sola vulnerabilità è invece la luce solare.
I proxy sono tutti numerati in cifre romane ed è ipotizzabile che ognuno di loro possegga un pendente, simile a un incrocio tra la lettera greca psi (Ψ) e un crocifisso, col proprio numero inciso sopra, sebbene nella serie vengano mostrati solo quelli di Proxy One e di Monad.

### Proxy One
Proxy One (プラクシー・ワン?, Purakushī Wan) è il primo dei 300 proxy, che ha creato la cupola di Romdo ed è l'Emissario della Morte (死の代理人?, Shi no Dairinin) in quanto il suo battito cardiaco iniziale è progettato per avvenire per primo. D'aspetto ricorda molto un demone, con zanne, artigli e tratti del viso marcati. La sua carnagione è nera ed indossa abiti e mantella rosso carminio.
Sebbene non agisca con fini malvagi, Proxy One può essere considerato il principale antagonista della serie, difatti quasi tutti gli avvenimenti narrati sono frutto delle sue macchinazioni. Avendo sperimentato per primo il battito cardiaco iniziale, il proxy primigenio si è accorto prima di tutti i suoi simili di quale fosse il piano del Creatore e, furibondo nei suoi confronti, ha deciso di creare un clone di se stesso, Ergo Proxy, ma privo di punti deboli e, per tanto, immune alla distruzione prevista dagli uomini che lo crearono come termine del Proxy Project. In tal modo contava di minare la perfetta logicità del disegno del Creatore e al tempo stesso punirlo per le sofferenze inflitte alle sue creature.
Dopo la creazione di Ergo, Proxy One lascia Romdo ed il suo clone per ritirarsi a vivere il tempo rimastogli in solitudine. Ergo tuttavia, disperato per la gravità del compito assegnatogli, si reca a Mosk e chiede aiuto a Monad che, per farlo fuggire al suo destino, gli cancella la memoria generando l'identità di Vincent Law. A seguito della caduta di Mosk per opera di Romdo e del rapimento di Monad da parte degli scienziati romdoniani, Proxy One torna a vigilare sul suo clone (convinto di essere solo un immigrato) e, manipolando Raul Creed, lo incastra provocando la serie di eventi che lo porta a lasciare la città per dirigersi a Mosk alla ricerca del suo passato.
Quando, al termine del suo viaggio, Ergo recupera la memoria e fa ritorno a Romdo, Proxy One vi si reca ad attenderlo e lo affronta in preda alla rabbia d'aver rifiutato il destino che aveva previsto per lui. Prima che il loro combattimento giunga a un termine però, la Monad rinata, Real, porta via Ergo proponendogli di suicidarsi insieme a lei per fuggire alle loro sofferenze ma egli rifiuta tornando dal primo proxy che, ormai debilitato dal diradarsi delle nubi attorno all'atmosfera terrestre, si è abbandonato al suo trono attendendo la morte e, dopo un ultimo, freddo, dialogo col suo clone, spira evaporando per i raggi del sole.
In originale è doppiato da Hōchū Ōtsuka, mentre in italiano da Daniele Valenti.

### Monad Proxy
Monad Proxy (モナド・プラクシー?, Monado Purakushī) è il tredicesimo dei 300 proxy, che ha creato la cupola di Mosk ed è l'Emissario della Nascita (
誕生の代理人?, Tanjō no Dairinin). Ha l'aspetto di un esile umanoide nero con folti capelli bianchi e occhi gialli, ma le apparizioni fatte nella sua vera forma sono tutte postume agli esperimenti degli scienziati di Romdo, che l'hanno pesantemente mutilato. Proxy One gli si riferisce al femminile.
Nel momento in cui Ergo fugge da Proxy One, non sopportando la gravità del suo piano, essa, innamoratasi di lui, lo accoglie a Mosk e, per aiutarlo, si offre di cancellargli la memoria, creando così la personalità di Vincent Law. Tale sforzo provoca tuttavia un enorme danno alle facoltà mentali della creatura ed il conseguente letargo in cui entra per attivare l'utero artificiale della sua cupola non aiuta la sua guarigione.
Durante il suo sonno, la gente di Romdo fa irruzione a Mosk e sequestra la creatura per sostituire Proxy One, senza del quale il loro utero artificiale si arresta. In questo periodo inoltre il Reggente fa creare una bambina sulla base del codice genetico dell'essere: Re-l. Anni dopo giunge il momento del suo battito cardiaco iniziale e, dunque, riesce a fuggire dai laboratori di ricerca; ridotta in uno stato confusionale quasi bestiale, vaga per la città cupola alla ricerca di Ergo provocando un'ingente scia di morti ma, nel momento in cui lo rincontra egli, non riconoscendola, la uccide.
Dalle sue cellule, Daedalus realizza allora un secondo clone che battezza Real Mayer (リアル・メイヤー?, Riaru Meiyā), o Re-l To Real (リアル·ツー·リアル?, Riaru Tsū Riaru); la quale, pur essendo stata creata in maniera analoga a Re-l, ha un carattere più sensibile e dolce, veste solo di bianco e non si trucca. Col tempo, acquisisce sia i ricordi che tutti i poteri di Monad, nonché i distintivi occhi gialli ed i capelli bianchi di quest'ultima, cosa che, assieme alle ali che può farsi spuntare dalla schiena, la fa somigliare all'iconografia classica di un angelo. Nonostante fosse il sostituto dell'amore non corrisposto di Daedalus per Re-l, quando la personalità di Monad prende il sopravvento rendendola a tutti gli effetti la sua reincarnazione e risvegliando il suo amore per Vincent, gli propone di scampare al proprio fato suicidandosi assieme a lei, venendo però respinta e decidendo perciò, dopo aver dato un ultimo saluto all'amato, di volare da sola oltre le nuvole venendo istantaneamente distrutta dalla luce solare.
In originale è doppiata da Sachiko Kojima, mentre in italiano da Francesca Manicone.

### Senex Proxy
(Mayahuel parlando di Senex)
Senex Proxy (セネック・プラクシー?, Senekku Purakushī) è il proxy che ha creato la cupola di Halos ed è l'Emissario della Luna (月光の代理人?, Gekkō no Dairinin) perché il suo battito cardiaco iniziale è stato fissato dal Creatore per avvenire in una notte di luna piena. È la sola proxy mostrata ad apparire visibilmente femminile, con un snello fisico nero scuro ed i lunghi capelli argentati da cui spuntano due antenne che usa come fruste. Sulle spalle ha dei segni simili ad occhi, i quali sono rappresentati anche sopra alla maschera ferrea che normalmente indossa e, sotto della quale, presenta il viso di una giovane donna con gli occhi bianchi e delle carnose labbra rosse.
Subito dopo il rilascio da parte del Proxy Project, lei e Kazkis si innamorano e costruirono le loro città cupole-unificate, promettendosi, prima di andare in letargo, di rinnovare i loro voti al risveglio. Durante il lungo sonno tuttavia, i residenti delle due città iniziano una guerra che li porta alla decimazione finché Senex, risvegliatasi nell'episodio Raggio di luce / shining sign, non vi pone fine uccidendoli fino all'ultimo. Prima che possa rincontrarsi con Kazkis, viene però uccisa da Ergo, giunto ad Halos per caso durante il suo viaggio verso Mosk.
In originale è doppiata da Ai Kobayashi.

### Kazkis Proxy
(Kazkis a Ergo)
Kazkis Proxy (カズキス・プラクシー?, Kazukisu Purakushī) è il proxy che ha creato la cupola di Asura ed è l'Emissario del Grande Bagliore (日光の代理人?, Nikkō no Dairinin) perché il suo battito cardiaco iniziale è stato fissato dal Creatore per avvenire di giorno. Di colore molto più chiaro di tutti gli altri proxy visti nella serie, Kazkis presenta dei tratti facciali quasi leonini ed una folta criniera di ispidi peli bianchi, mentre il suo apparato muscolare è all'esterno della pelle. Nonostante non possa ubriacarsi, Kazkis presenta il vizio del bere ed ha una predilezione per il vino rosso.
Subito dopo il rilascio da parte del Proxy Project, lui e Senex si innamorano e costruirono le loro città-cupole unificate, promettendosi, prima di andare in letargo, di rinnovare i loro voti al risveglio. Durante il lungo sonno tuttavia, i residenti delle due città iniziano una guerra che li porta alla decimazione finché Senex, risvegliatasi, non vi mette fine uccidendoli fino all'ultimo. A seguito di ciò, l'amata gli viene uccisa davanti agli occhi da Ergo, mosso dal puro istinto e Kazkis, disperato, riflette su di lui l'immagine di Senex convincendosi che il destino abbia voluto la uccidesse per prenderne il posto nel suo cuore. Presentatoglisi come Kazkis Hauer (カズキス・ハウアー?, Kazukisu Hauā), sotto le sembianze di un'affascinante giovane biondo, il proxy accoglie Vincent ad Asura ma, scoperto che questi è addirittura immemore di essere a sua volta un proxy ed ha ucciso Senex senza un motivo, si infuria ed ingaggia battaglia con lui trovandovi la morte ma, al tempo stesso, rivelandogli la verità sulla sua natura.
In originale è doppiato da Kazuhiko Inoue, mentre in italiano da Daniele Valenti.

### Proxy Bibliotecario
(J. J.)
"Bookstore" Proxy (ブックストア・プラクシー?, Bukkusutoa Purakushī) noto come J. J. (ジェイ・ジェイ?, Jei Jei) o Emissario dei Ricordi (思い出の代理人?, Omoide no Dairinin), è l'entità che Vincent incontra nel City Lights Bookstore subito dopo aver lasciato Asura e scoperto di essere un proxy, e poco prima di venire raggiunto da Re-l e proseguire nella seconda parte del suo viaggio. Appare unicamente con le sembianze fittizie di un innocuo vecchietto vestito con elementi appartenenti sia al movimento Hippy che alla Beat Generation.
Nell'episodio Nella bianca oscurità / anamnesis, manipola la psiche del protagonista all'interno della sua libreria e, pur venendo interrotto più volte dal camuffato Proxy One, riesce a farlo scendere a patti con se stesso e la sua duplice identità di proxy; rappresentando, per un certo verso, la presa di coscienza ed il discernimento di sé raggiunto dal personaggio.
Pur sopravvissuto alla sua prima apparizione, ha probabilmente trovato in seguito la morte col ritorno del Creatore e della luce solare.
In originale è doppiato da Akio Ōtsuka, mentre in italiano da Vittorio Stagni.

### Proxy Cavernicolo
Neat Proxy (ニート・プラクシー?, Nīto Purakushī) è il proxy che ha creato la cupola di Charos. Ha le fattezze di un'enorme e mostruoso essere a metà tra un troll e un cavernicolo, con lineamenti e fronte pronunciati, stazza titanica, pelle grigio scuro e vestiti cenciosi.
Dopo aver creato la sua città-cupola ed averla governata per un indeterminato periodo di tempo l'ha lasciata cadere in rovina ed è rimasto nelle sue macerie con la sola compagnia di un AutoReiv. Quando, nell'episodio Se tu sorridi / hideout, Vincent capita nella foresta ertasi sulle rovine della sua città, egli vi ingaggia battaglia e finisce con l'essere ucciso per mano di Re-l con i proiettili ai raggi FP creati da Daedalus.
Il suo corpo, che inizialmente avrebbe dovuto essere trasportato a Romdo da Iggy, viene recuperato dall'AutoReiv che a lungo si era occupato di lui e riportato nelle grotte da lui scavate per esservi sepolto.
In originale è doppiata da Sachiko Kojima.

### "Doppelgänger" Proxy
(Il proxy doppelgänger)
Lev Proxy (レフ・プラクシー?, Refu Purakushī) è il proxy che ha creato la cupola di Ophelia. Appare unicamente con le fattezze degli altri personaggi, in particolare Vincent e Re-l, motivo per il quale è identificato solo quale loro doppelgänger.
Dopo la creazione della sua città-cupola, egli ha tentato disperatamente di farsi accettare dai suoi abitanti, finendo però col concludere di non essere lui l'oggetto dell'affetto ma coloro che imitava, dunque, scartata l'opzione di suicidarsi poiché impossibile per un proxy, decide di uccidere tutti i residenti di Ophelia, AutoReiv compresi, di modo da eliminare la sua immagine nelle loro menti e poter finalmente "sparire".
Rimasto solo la sua condizione degenera e, quando nell'episodio Qualcuno che assomiglia a te / ophelia, Vincent, Re-l e Pino giungono nella città, dapprima cerca in loro l'affetto sempre desiderato prendendo le sembianze dei due umani e, in seguito, prova a ucciderli, finendo tuttavia per trovare l'agognata morte per mano di Ergo Proxy.

### MCQ
(Intercalare ricorrente di MCQ)
L'innominato proxy identificato solo come MCQ, è lo stravagante conduttore che coinvolge i tre personaggi principali nell'Incubo Quiz Show (悪夢のクイズSHOW?, Akumu no Kuizu Show), grottesco game show che prevede la morte del partecipante in caso di sconfitta e quella del presentatore in caso di vittoria. Appare unicamente con le sembianze fittizie di uno stereotipato presentatore televisivo, coi capelli tinti di viola e un bizzarro completo giallo.
Da quello che lascia intendere nell'episodio WHO WANTS TO BE IN JEOPARDY! egli ha generato solo una serie di AutoReiv all'interno della sua città-cupola, i quali lo hanno aiutato a lanciare in orbita un satellite artificiale per trasmettere il suo gioco a premi ospitando, e avendo la meglio, su altri 25 concorrenti (ossia altri proxy) prima dell'arrivo dei protagonisti, che coinvolge a loro volta nel quiz trasmettendolo nelle altre città-cupole al fine di informare, sebbene in modo contorto, arzigogolato e con tanto di rottura della quarta parete, del Proxy Project, del piano dell'umanità originaria e delle macchinazioni di Proxy One. In seguito alla vittoria di Vincent, apparentemente, MCQ muore.
In originale è doppiato da Masashi Ebara, mentre in italiano da Teo Bellia.

### Will B. Good
(Intercalare ricorrente di Will B. Good)
L'innominato proxy identificato solo come Will B. Good (ウィル・B・グッド?, U~iru B. Guddo), che ha creato la cupola di Smile Land. Appare unicamente con l'aspetto fittizio di un uomo di mezz'età vestito in giacca e cravatta secondo la moda degli anni quaranta-cinquanta.
Proxy pacifista e di animo buono, creando la sua città-cupola la progetta come un gigantesco luna park con AutoReiv mascotte ed attrattive di ogni genere, di modo che gli abitanti, dalla nascita fino alla morte, possano sempre vivere felici, in pace e spensierati.
Nell'episodio Sorriso di bambina / eternal smile, entra nella mente di Pino, prossima a raggiungere Smile Land insieme ai suoi compagni. Tramite una serie di stratagemmi, egli cerca di convincerla a rivelargli il punto debole di Vincent di modo da poterlo sconfiggere e salvare la sua amata terra dalla distruzione che comporterebbe lo scontro di due proxy. Non riuscendo ad estorcere l'informazione alla piccola AutoReiv, Good la supplica allora di chiedere ai suoi compagni di non fermarsi nella sua città ma di passare oltre, desiderio che essa esaudisce di buon grado.
Il suo aspetto fisico è ispirato alle fattezze di Walt Disney, mentre il suo nome è un gioco di parole con la frase "Will Be Good" (sarà buono).
In originale è doppiato da Kenyū Horiuchi, mentre in italiano da Massimo Lodolo.

### Swan Proxy
Swan Proxy (スワン・プラクシー?, Suwan Purakushī) è l'entità che Vincent incontra nella sua mente prima di tornare a Romdo. Essa genera un mondo illusorio e vi appare come psicologa di Re-l, inabitata dalla coscienza di Vincent, che cerca di convincere essere solo una personalità multipla creata in seguito al dolore di averlo tradito e fatto catturare; il tutto per persuaderlo a disattendere la sua funzione difensiva tentando di uccidere la Re-l nella sua mente. Nel momento in cui Law nota che Re-l indossa il suo pendente, che lui non darebbe mai a nessuno, capisce però che si tratta unicamente di un'illusione di Swan e la affronta acquisendo, in seguito, il controllo delle sue trasformazioni e i suoi ricordi.
Il suo nome allude al lago dei Cigni, in quanto cerca, col travestimento, di spingere Vincent a tradire Re-l per prenderne il sopravvento.
In originale è doppiata da Misa Watanabe, mentre in italiano da Barbara Castracane.

### Siren Proxy
Siren Proxy (サイレン・プラクシー?, Sairen Purakushī) è la creatura incontrata dai protagonisti del manga spin-off Centzon Hitchers & Undertaker verso la fine del loro viaggio e si presenta con le fattezze di un ragazzo androgino con pelle scura e capelli chiari. Oppresso da un profondo senso di solitudine derivato dalla mortalità di chiunque abbia mai amato o conosciuto, dopo aver assistito all'estinzione della propria città-cupola ha iniziato ad abbattere tutti i velivoli che si avventurano nell'insediamento roccioso su cui un tempo essa sorgeva per poter traghettare i viventi verso la pace dell'aldilà impedendo loro di soffrire. Nel momento in cui si imbatte in Dorothy of Garland e nel suo gruppo, Siren le chiede di diventare la sua compagna poiché, in quanto AutoReiv, essa vivrà a lungo quanto lui, proposta che però essa rifiuta poiché desiderosa di vedere le stelle con Léon, spingendo dunque il proxy a decide di esaudire il suo desiderio indirizzandola verso Romdo in concomitanza di un raro fenomeno di stelle cadenti; per poi abbandonarsi alle lacrime una volta rimasto nuovamente solo.
Il suo nome, e le sue azioni, fanno riferimento al mito delle sirene.